# Johann Müller-Wegmann
Johann Müller-Wegmann (* 14. Februar 1810 in Zürich; † 26. September 1893 in Stein am Rhein, heimatberechtigt in Zürich) war ein Schweizer Landschaftsmaler, insbesondere von Bergen und Panoramen.

## Leben
Johann Müller wurde als Sohn des Malers und Rathausdieners Hans Konrad Müller und der Dorothea Müller-Studer in Zürich geboren. Er machte eine Ausbildung als Maler, als Lackierer von Fahrzeugen in Stuttgart und erhielt Unterricht beim Maler Georg Christoph Oberkogler. 1832 heiratete er Anna Dorothea Nägeli. 1856 heiratete er Barbara Wegmann.
Zusammen mit seinem Freund Heinrich Zeller-Horner gehörte er zur frühen Generation von Berggängern. Er war 1863 eines der Gründungsmitglieder des Schweizer Alpen-Clubs (SAC) und dessen Zürcher Sektion Uto.
1862 verkaufte Müller-Wegmann sein Firnisgeschäft, das er 1843 erworben hatte. Er ging fortan vollzeitlich seiner Begabung für Berg- und Panoramazeichnen nach. Er erkundete auf 35 Reisen die Bergwelt Graubündens. In den 1860er und 1870er Jahren durchwanderte er das Oberengadin, die Berge der Innerschweiz, des Glarnerlands, des Tessins und des Wallis. Später reiste er ins Vorarlberg und ins Montafon. Zeichenstifte und Zeichenpapier hatte er bei seinen Bergtouren immer dabei. Zum Teil zeichnete er auch durchs Fernrohr betrachtete Berggipfel.
Müller-Wegmann überlebte auch seine zweite Ehegattin. Er erkrankte im Alter am Grauen Star, weshalb er nicht mehr zeichnen konnte. Am Schluss lebte er in Stein am Rhein.
Müller-Wegmann hinterliess über 4000 Originalzeichnungen von Bergansichten und Panoramen, die sich heute in der Zentralbibliothek Zürich befinden. Sie zeichnen sich durch grosse Genauigkeit aus. Als Besonderheit gelten seine detaillierten Fernrohrzeichnungen. Viele Zeichnungen wurden im Jahrbuch des SAC publiziert. Im Jahrbuch 1874 findet sich auch ein Expeditionsbericht ins Bündner Oberland. Seine Sammlung eigener und fremder Zeichnungen hatte er 1882 an die SAC-Sektion UTO verkauft. Den Erlös von 2500 Franken spendete er einem Fonds für Naturkatastrophen-Geschädigte.

„Müller Wegmanns Zeichnungen und Drucke wurden seinerzeit als «Muster grösster Genauigkeit im Erfassen des Berges in jeder Einzelheit und im Zusammenhang» hoch geschätzt und auch zur Vorbereitung von Touren genutzt.“